# Jenna Miscavige Hill
Jenna Miscavige Hill (née le 1er février 1984) est une ancienne scientologue américaine, de la troisième génération ; elle est la petite-fille de Ron Miscavige Sr. (qui a également quitté l'Église en 2012), la fille d'Elizabeth et Ron Miscavige Jr. (qui est parti en 2000) et la nièce du nouveau « pape » de la scientologie, David Miscavige,.
Après avoir quitté l'Église de scientologie en 2005, elle est devenue lanceuse d'alerte en publiant une analyse critique de l'organisation vue de l'intérieur, dans un livre intitulé Beyond Belief: My Secret Life Inside Scientology and My Harrowing Escape. Elle y raconte son expérience d'enfant, d'adolescente ayant grandi et vécu au sein du mouvement scientologue, puis de femme prenant conscience de la manière dont elle a été piégée et cherchant à sortir de l'emprise de la secte. Ce témoignage a été publié par HarperCollins en 2013.
Elle a aussi créé un site Web (cofondé avec d'autres anciens scientologues sortis de la secte), offrant un soutien et un lieu de discussion aux personnes qui sont encore dans l'Église ou qui l'ont quittée.

## Enfance
Quand Jenna avait deux ans, ses deux parents (Elizabeth et Ron Jr.) ont rejoint la Sea Org, un ordre religieux et paramilitaire, l'instrument le plus dévot de Scientologie.
Elle passe alors la majeure partie de son enfance loin de ses parents, qu'elle n'était autorisée à voir qu'une fois par semaine.
À huit ans, elle a signé son propre « contrat d'un milliard d'années » avec Sea Org, acceptant effectivement de suivre leurs règles à vie,.
L'une des exigences de Sea Org était que les familles soient séparées et que « les enfants de plus de six ans soient élevés en commun dans des endroits proches des bases de Sea Org » ; à l'âge de six ans, elle a été transférée dans une école Cadet Org (une école pour enfants encadrée par Sea Org) dénommée The Ranch. Au Ranch, Hill devait apprendre par cœur les œuvres de L. Ron Hubbard, mais aussi faire un travail manuel lourd 25 heures par semaine,,. Elle a décrit ainsi son expérience de vie entre l'âge de cinq et de douze ans : « Nous étions également tenus d'écrire toutes les transgressions… similaires à un péché dans la religion catholique. Après les avoir tous écrits, nous recevions un contrôle du compteur sur l'électropsychomètre pour nous assurer que nous ne cachions rien, et vous deviez continuer à écrire jusqu'à ce que vous soyez propre »,.
L'Église de scientologie a répondu à ce témoignage par un communiqué officiel :
« L'église ne discutera pas de questions privées impliquant Miss Hill, ni de ses efforts pour exploiter le nom de M. Miscavige. Nous notons que les souvenirs du livre de Miss Hill sont en forte contradiction avec ceux de 30 de ses camarades de classe (The church will not discuss private matters involving Miss Hill nor any of the efforts to exploit Mr. Miscavige's name. We note that recollections in Miss Hill's book are dramatically at odds with 30 of her classmates) » (Church of Scientology).
Plusieurs médias l'ont ensuite interviewée à sur ses expériences au sein de la Scientologie, dont ABC's Nightline en avril 2008, et Piers Morgan Tonight en février 2013, contribuant à mieux faire connaitre les pratiques internes de l'église.
Après avoir quitté l'« école du Ranch » en 1997, elle a dû suivre une formation qu'elle a commencée au Commodore's Messenger Organization (ou CMO), où Hill affirme qu'elle a subi des « contrôles de sécurité » répétés, des enquêtes à la recherche d'aveux de délits (connus sous le nom de retenues) de vies (passées et présentes car les scientologues sont persuadés que la réincarnation existe).
Après plusieurs mois de cette formation, en 2000, alors que Hill avait 16 ans son père et sa mère quittent la Scientologie. Hill est prévenue que ses parents avaient quitté Sea Org, et qu'ils ont demandé qu'elle soit aussi autorisée à quitter l'organisation.
Hill affirme que, en tant que nièce de David Miscavige, elle était alors considérée comme présentant un risque pour l'image publique de la Scientologie, et que ses aveux seraient utilisés contre elle plus tard si elle s'exprimait publiquement,.
Hill a expliqué qu'en raison de la pratique imposée par la Scientologie de se déconnecter de ses parents et amis qui ne soutiennent pas la scientologie ou qui lui sont hostiles, les lettres de ses parents ont alors été interceptées par l'organisation et qu'elle n'a pas été autorisée à répondre au téléphone pendant un an,.

## Sortie de l'Église
En 2001, Hill rencontre Dallas Hill, également scientologue, qui devient son mari peu de temps après ; ils auront deux enfants.
En 2004, ils sont envoyés en Australie pour une mission d'Église où ils ont maintenant accès à la télévision et à Internet, ce qui leur permet de prendre connaissance des critiques de la Scientologie,.
Ils découvrent un site Web hébergeant Operation Clambake, dédié à la publication d'articles critiques et d'exposés sur l'Église de scientologie.
Peu après, ils décident de quitter l'Église, ce qui selon Jenna sera rendu difficile par l'organisation de scientologie, qui a menacé de déconnecter son mari Dallas de sa propre famille restée au sein de l'Église,,. Hill ajoute que le couple a été contraint de signer des accords permettant à l'Église de réclamer 10 000 dollars chaque fois qu'elle s'exprimerait publiquement contre l'Église, ce qu'elle a refusé de signer.
En 2005, le couple a finalement quitté la secte.
Hill a pour la première fois publiquement dénoncé la pratique de « déconnexion » de l'Église de scientologie dans une lettre ouverte à Karin Pouw (porte-parole officielle de la Scientologie). Dans cette lettre Hill détaille comment les ex-membres de la secte sont empêchés de communiquer avec leur famille encore dans l'Église, en réponse à une déclaration antérieure de Pouw réfutant les allégations faites dans un autre livre, par le biographe de Tom Cruise : Andrew Morton, (Tom Cruise: An Unauthorized Biography). Dans la lettre, elle disait : 
« C'est une pratique répandue, et si vous osez le nier, j'ai une liste de tous ces noms - les familles de ces personnes pleurent tous les jours parce qu'elles ne peuvent pas parler à leurs enfants qui n'ont fait que quitter l'Église de leur propre libre arbitre. Si j'ai en fait tort et que vous voulez me prouver que tel est le cas, permettez-moi, ainsi qu'à ma famille, d'être en contact avec les membres de notre famille qui font toujours partie de l'Église, comme mon grand-père, Ron Miscavige, et sa femme, Becky. Autorisez la même chose à mes amis ».
En 2013, elle publie le récit de sa vie secrète au sein de la scientologie, intitulé Beyond Belief: My Secret Life Inside Scientology and My Harrowing Escape chez HarperCollins. Co-écrit avec Lisa Pulitzer, ancienne correspondante du New York Times, le livre raconte en détail son expérience dans la secte, qui après la publication a nié l'exactitude de ce récit.
Le 8 février 2013, alors qu'elle apparaissait à la radio Opie ; Anthony Show, elle a déclaré qu'elle avait appris l'histoire de Xenu pour la première fois en regardant l'épisode de South Park Piégé dans le placard.
Hill, avec Kendra Wiseman et Astra Woodcraft (toutes deux également élevées « en Scientologie », au sein de la secte), ont fondé le site Web exscientologykids.com, qui offre un forum et des informations aux personnes qui ont quitté l'Église ou à celles qui sont encore au sein de la Scientologie et qui sont à la recherche d'informations.
Les grands-parents de Hill, Becky et Ron Miscavige Sr., ont également quitté l'Église (respectivement en 2012 et en 2016).
Ron Sr. a écrit ses propres mémoires, Ruthless: Scientology, My Son David Miscavige, and Me. Avant sa publication, des avocats agissant au nom de David Miscavige ont menacé de poursuivre les éditeurs pour diffamation.
Après avoir rompu avec la Scientologie, Jenna blogue sur sa vie de famille au jour le jour, et vend des objets artisanaux.